# Diaforese
Diaforese é transpiração excessiva, devida a uma hiperactividade do sistema nervoso simpático. Pode existir sem causa aparente mas pode ser secundária a inúmeras situações fisiológicas, como durante o esforço físico ou a menopausa ou patológicas como a hiperhidrose ou a bem conhecida diaforese nocturna da tuberculose pulmonar. Pode ser o primeiro sinal de alarme de um estado de choque (estado de hipotensão grave) quando se acompanha de vasoconstrição havendo neste caso pele fria e pálida.
O contrário de diaforese é anidrose.